# Coppa Mille Dollari
La coppa Mille dollari è una competizione Internazionale di Motocross che comprende varie categorie, tra cui la più famosa è quella da 500 cm³, è nata nel 1965 grazie alla coalizione di tre moto club marchigiani, rispettivamente di Cingoli, Apiro Motoclub Dino Sassaroli, San Severino (Moto Club Settempedano) ed Esanatoglia, da allora si sono alternati i moto club che organizzavano questo evento.

## Albo d'oro 500
| Anno | Nome                | Paese                  | Marca     | Modello |
| ---- | ------------------- | ---------------------- | --------- | ------- |
| 1992 | Attilio Pignotti    | Italia (bandiera)      |           |         |
| 1991 | Alessandro Puzar    | Italia (bandiera)      | Suzuki    |         |
| 1990 | Giuseppe Gaspardone | Italia (bandiera)      | Kawasaki  |         |
| 1989 | Franco Rossi        | Italia (bandiera)      | KTM       |         |
| 1988 | Trampas Parker      | Stati Uniti (bandiera) | KTM       |         |
| 1987 | Claudio De Carli    | Italia (bandiera)      | Honda     |         |
| 1986 | Alessandro Puzar    | Italia (bandiera)      | KTM       |         |
| 1985 | Michele Magarotto   | Italia (bandiera)      | Kawasaki  |         |
| 1984 | Claudio de Carli    | Italia (bandiera)      | Yamaha    |         |
| 1983 | Franco Picco        | Italia (bandiera)      | Yamaha    |         |
| 1982 | Franco Picco        | Italia (bandiera)      | Yamaha    |         |
| 1981 | Franco Picco        | Italia (bandiera)      | Yamaha    |         |
| 1980 | Franco Perfini      | Italia (bandiera)      | Maico     |         |
| 1979 | Franco Perfini      | Italia (bandiera)      | Maico     |         |
| 1978 | Corrado Maddii      | Italia (bandiera)      | Beta      |         |
| 1977 | Åke Jönsson         | Svezia (bandiera)      | Maico     |         |
| 1976 | Alessandro Gritti   | Italia (bandiera)      | KTM       |         |
| 1975 | Ivan Alborghetti    | Italia (bandiera)      | Maico     |         |
| 1974 | Paolo Piron         | Italia (bandiera)      | Husqvarna |         |
| 1973 | Paolo Piron         | Italia (bandiera)      | Husqvarna |         |
| 1966 | Fritz Betzelbacher  | Germania (bandiera)    | Montesa   |         |
| 1965 | Leslie Archer       | Regno Unito (bandiera) | Norton    |         |